# Safai Teherani
Safai Teherani, pseudonimo di Mostafa Kourosh Safaei Tehrani (Teheran, ... – Roma, aprile 2008), è stato un direttore della fotografia iraniano naturalizzato italiano.

## Biografia
Nativo di Teheran, è stato attivo in Italia come direttore della fotografia cinematografico dal 1972, collaborando soprattutto con Vittorio Sindoni per nove film, alcuni di buon successo. A partire dal 1982 lavorò quasi esclusivamente per il piccolo schermo, in molti film e miniserie diretti, oltre che da Sindoni, anche da Marco Leto, Gianfranco Mingozzi, Sergio Sollima, Alberto Sironi e Maurizio Rotundi, fino al 2007.

## Filmografia

### Cinema
- E se per caso una mattina..., regia di Vittorio Sindoni (1972)
- Amore mio non farmi male, regia di Vittorio Sindoni (1974)
- Son tornate a fiorire le rose, regia di Vittorio Sindoni (1975)
- Per amore di Cesarina, regia di Vittorio Sindoni (1976)
- Perdutamente tuo... mi firmo Macaluso Carmelo fu Giuseppe, regia di Vittorio Sindoni (1976)
- Che notte quella notte!, regia di Ghigo De Chiara (1977)
- Ride bene... chi ride ultimo, regia di Marco Aleandri, Gino Bramieri, Pino Caruso e Walter Chiari (1977)
- Gli anni struggenti, regia di Vittorio Sindoni (1979)
- Bim bum bam, regia di Aurelio Chiesa (1981)
- Robinson Crusoe mercante di York, regia di Carlo Quartucci (1981)
- Quasi quasi mi sposo, regia di Vittorio Sindoni (1982)
- Una fredda mattina di maggio, regia di Vittorio Sindoni (1990)

### Televisione
- Donnarumma all'assalto, regia di Marco Leto (1972) – film tv
- Gli ultimi tre giorni, regia di Gianfranco Mingozzi (1977) – film tv
- I vecchi e i giovani, regia di Marco Leto (1979) – miniserie tv
- Il nocciolo della questione, regia di Marco Leto (1983) – miniserie tv
- I ragazzi di celluloide 2, regia di Sergio Sollima (1984) – miniserie tv, 3 episodi
- Il commissario Corso, regia di Alberto Sironi (1987) – miniserie tv, 2 episodi
- La collina del diavolo, regia di Vittorio Sindoni (1987) – miniserie tv
- Prigioniera di una vendetta (Maximum Exposure), regia di Vittorio Sindoni (1990) – miniserie tv, 4 episodi
- Come una mamma, regia di Vittorio Sindoni (1991) – miniserie tv
- L'ispettore Sarti, regia di Maurizio Rotundi (1991) – miniserie tv, 13 episodi
- La scalata, regia di Vittorio Sindoni (1993) – miniserie tv
- Il mondo è meraviglioso, regia di Vittorio Sindoni (2005) – film tv
- Regina dei fiori, regia di Vittorio Sindoni (2005) – miniserie tv
- L'uomo che sognava con le aquile, regia di Vittorio Sindoni (2006) – miniserie tv
- Butta la luna, regia di Vittorio Sindoni (2006-2007) – miniserie tv, 8 episodi
- Il capitano, regia di Vittorio Sindoni (2007) – miniserie tv, 8 episodi
- Le ragazze di San Frediano, regia di Vittorio Sindoni (2007)